# 突尖香茶菜
突尖香茶菜（学名：Isodon mucronatus），为唇形科香茶菜属下的一个植物种。